# اگم
اگم (به انگلیسی: Egham) یک شهرک در بریتانیا است که در Runnymede واقع شده‌است. اگم ۲٫۶۴ کیلومتر مربع مساحت و ۶٬۳۸۴ نفر جمعیت دارد.